# Paul Ferstl
Paul Ferstl (* 1981 in Leoben) ist ein österreichischer Schriftsteller, Literaturwissenschaftler und Wissenschaftsverleger.

## Leben
Paul Ferstl wuchs in Leoben auf und studierte Vergleichende Literaturwissenschaft sowie Deutsche Philologie an der Universität Wien und der Université libre de Bruxelles. Von 2005 bis 2006 leistete er den Zivildienst in Rumänien ab. Von 2006 bis 2010 war er Mitarbeiter des Allgemeinen Entschädigungsfonds für Opfer des Nationalsozialismus in Österreich.

## Literarische Tätigkeit
2001 wurde Ferstl im Rahmen eines von DerStandard und Ö1 organisierten Literaturpreises der Rimbaud-Spezialpreis für kritische Gesellschaftsdarstellung für sein Theaterstück Myrmidonen verliehen. 2014 erschien sein Debütroman Der Knoten im Wiener Daniel Bauer Verlag, 2018 sein Roman Fischsitter im Wiener Milena Verlag. 2019 nannte der Literaturkritiker Anton Thuswaldner Ferstl einen „der unterschätzten Autoren in Österreich. Sein neuer Roman, der zweite nach ‚Der Knoten‘ ist ein Hybrid aus Heiterkeit und Ernsthaftigkeit. So einen wie Paul Ferstl haben wir sonst in der österreichischen Literatur nicht.“ 2022 erschien der Roman Das Grab von Ivan Lendl.

## Forschung und Lehre
Seit 2006 lehrt Ferstl an der Abteilung für Vergleichende Literaturwissenschaft der Universität Wien. Von 2012 bis 2015 war er im Rahmen der sogenannten Anamnesegruppen auch in der Lehre an der Medizinischen Universität Wien tätig. Als Universitätsassistent und wissenschaftlicher Mitarbeiter war Ferstl unter anderem Programmkoordinator der ICLA 2016 an der Universität Wien, 2017 promovierte er mit einer Kulturgeschichte des Professional Wrestling auf Basis einer Analyse von Autobiografien.
Sein Forschungsinteresse gilt vornehmlich der Populärkultur sowie der Buch-, Buchhandels- und Bibliotheksgeschichte des 19., 20. und 21. Jahrhunderts.

## Ludwig Tiecks Bibliothek
Ferstl ist wissenschaftlicher Mitarbeiter des FWF-geförderten Forschungsprojekts Ludwig Tiecks Bibliothek an der Universität Wien. Damit gingen Forschungsaufenthalte in Berlin, Bonn, Breslau, Brüssel, Göttingen, Halle, Jena, Krakau, Lodz, London, Moskau, München, Paris, Rom, Straßburg, Stuttgart, und Weimar einher.

## Verlegerische Tätigkeit
2012 gründete Ferstl den wissenschaftlichen Verlag Ferstl & Perz; von 2018 bis 2019 leitete er das Wiener Büro des Peter Lang Verlags und verantwortete damit die zentral- und südosteuropäischen Verlagstätigkeiten.

## Publikationen (Auswahl)
- Das Grab von Ivan Lendl. Roman. Milena, Wien 2022, ISBN 978-3-903184-85-5.
- Dialogues between Media. De Gruyter, Berlin 2021, ISBN 978-3-11-064153-0 (englisch).
- Fischsitter. Roman. Milena, Wien 2018, ISBN 978-3-903184-23-7.
- Die gute Küche der Spartaner. Erzählung. Daniel Bauer, Wien 2015, ISBN 978-3-9503710-2-4.
- Der Knoten. Roman. Daniel Bauer, Wien 2014, ISBN 978-3-9503710-1-7.

## Preise und Stipendien (Auswahl)
- 2021: Projektstipendium des BMKOES
- 2021: Reisestipendium des BMKOES
- 2017: Reisestipendium des BKA
- 2016: Rom-Stipendium des BKA
- 2001: Rimbaud-Spezialpreis für kritische Gesellschaftsdarstellung (Der Standard & Ö1)
- 2023: Elias-Canetti-Stipendium[11]
- 2023: Theodor-Körner-Preis